# Benó de Meissen
|  | Per a altres significats, vegeu «Benó de Metz». |

Benó de Meissen, en llatí Benno (Saxònia, 1010 - Meissen, 16 de juny de 1106) fou un monjo alemany, Bisbe de Meissen. És venerat com a sant per diverses confessions cristianes.

## Biografia

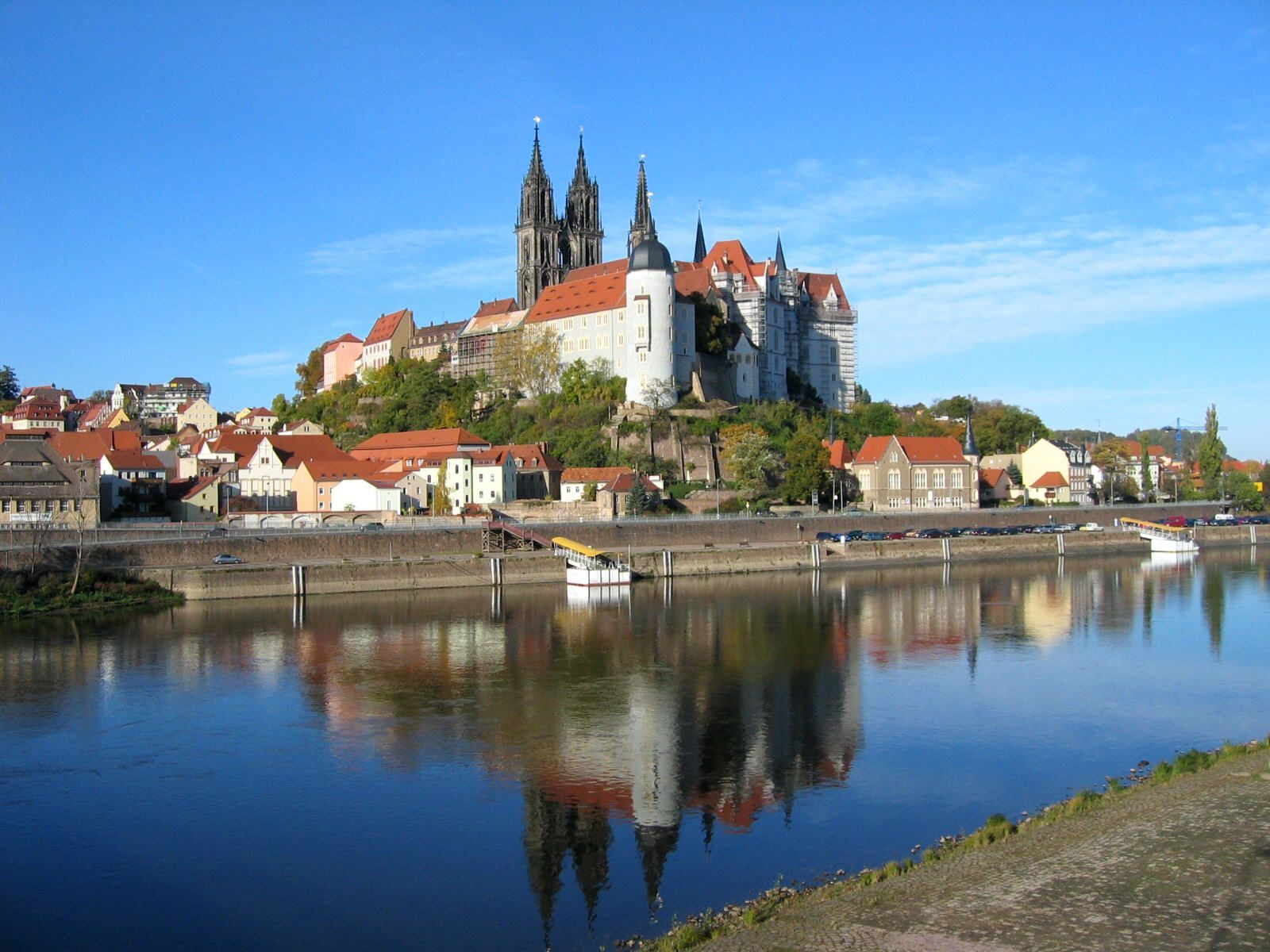
Meissen i la seva catedral

Benó havia nascut en una família noble de Saxònia cap al començament del segle xi. En 1028 es feu monjo i en 1040 fou ordenat sacerdot; el 1062 apareix citat com a capellà de Goslar i en 1066 fou nomenat bisbe de Meissen per l'emperador Enric IV del Sacre Imperi Romanogermànic.
Durant la guerra entre els saxons i l'emperador, Benó donà suport als seus compatriotes, tot i no prendre part activa en el conflicte. Així i tot, els soldats imperials envaïren Meissen i la saquejaren, empresonant el bisbe. Obtingué la llibertat en 1078, fent jurament de fidelitat a Enric IV. Donà suport, però, al rebel Rodolf de Suàbia i, en 1085, al papa Gregori VII (1073-1085) en la Querella de les investidures. Enric IV, llavors, el feu destituir a la Dieta de Magúncia i el substituí a la seu per Fèlix, el mateix 1085. Segons la llegenda, en marxar de Meissen, Benó llençà les claus de la catedral al riu Elba; quan, anys després, va tornar, en anar a menjar un peix comprat al mercat, hi trobà les claus i les recuperà.
A la mort del papa, Benó anà a Itàlia i prestà obediència a Guibert, proclamat antipapa Climent III amb el suport d'Enric IV, recuperant així el bisbat. En 1097, però, reconegué el papa Urbà II com a legítim.
Probablement morí cap al 1106 o 1107. Va treballar molt per a la seva diòcesi, on va reformar la disciplina eclesiàstica segons el model d'Hildebrand, i la feu pròspera materialment.

## Veneració

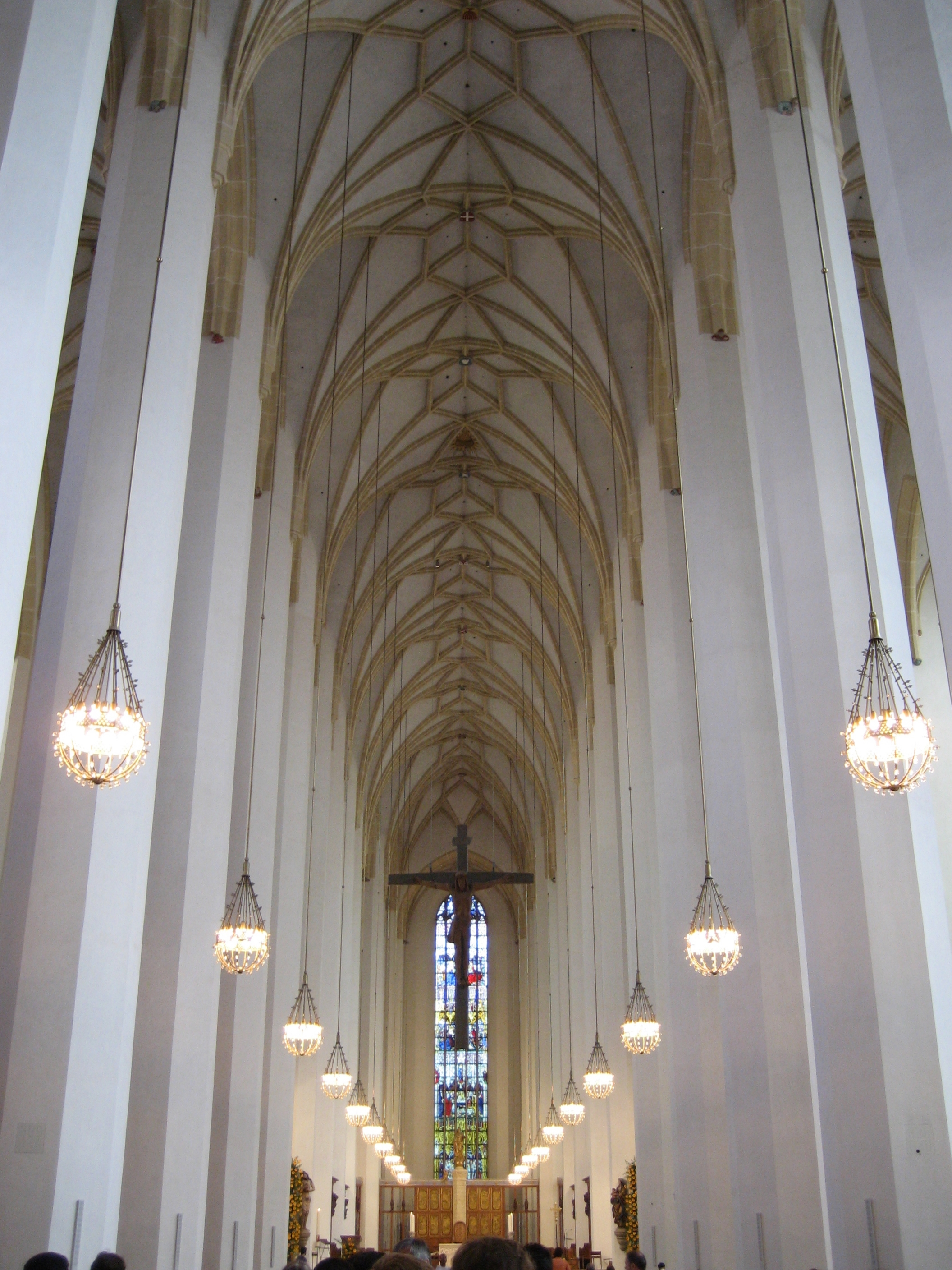
Frauenkirche de Múnic, on hi ha les relíquies de Benó.

El 1285, el seu cos fou col·locat en una urna en l'altar de la catedral de Meissen, i començaren a atribuir-se-li miracles. Els canonges de Meissen i Jordi, duc de Saxònia, començaren una campanya per a la canonització de Benó al final del segle XV: això donaria prestigi al capítol i, per al duc, serviria de model per a la seva desitjada reforma de l'Església. Fou canonitzat en 1523 per Adrià VI. La cerimònia d'exhumació de les relíquies donà perquè Martí Luter escrigués un pamflet contrari al culte als sants, que fou contestat per un altre de Hyeronimus Emser.
Quan el protestantisme s'imposà a Saxònia, la tomba de Benó fou destruïda en 1539. El bisbe Joan VIII en salvà les relíquies i les portà al seu castell de Stolp, d'on passaren a Wurzen i, finalment a la Frauenkirche, la catedral de Múnic, on es troben avui dia, juntament amb altres relíquies del sant, com el seu bàcul i la capa pluvial.
Fou proclamat patró de Múnic i, més tard, de la diòcesi de Dresden-Meissen. És patró dels pescadors.